# Weltenzerstörer
Weltenzerstörer (chinesisch 人和吞食者, Pinyin rén hé tūnshízhě „Mensch und Verschlinger“) ist eine Science-Fiction-Kurzgeschichte des chinesischen Schriftstellers Liu Cixin, zuerst veröffentlicht in Science Fiction World (chinesisch 科幻世界, Pinyin kēhuàn shìjiè) in Chengdu in der Provinz Sichuan im November 2002. Eine deutsche Übersetzung von Marc Hermann erschien am 14. Januar 2019 in der Sammlung Die wandernde Erde, veröffentlicht vom Heyne Verlag.

## Handlung
Ein außerirdischer Kristall von Eridanus erreicht die Erde und warnt die Menschheit vor der Ankunft des „Weltenzerstörers“. Kurz darauf erreicht ein Raumschiff des Weltenzerstörers die Erde als Vorhut, ihm entsteigt ein mehrere Meter großer und ungewöhnlich reptilienartig aussehender Außerirdischer, der von den Menschen als „Beißer“ bezeichnet wird. Bei einem Empfang mit anderen Staatsoberhäuptern erklärt Beißer, dass sämtliche Rohstoffe der Planeten des Sonnensystems bei Ankunft des Weltenzerstörers von diesem geplündert werden und frisst dann den griechischen Präsidenten. Beißer begründet dies als Kostprobe, denn die Menschen müssten keineswegs der Ausrottung entgegensehen, sondern könnten an Bord des Weltenzerstörers für ihr köstliches Fleisch gehalten werden und würden bis zur Schlachtung mit sechzig Jahren ein luxuriöses Leben führen können. Die Bedingung dafür sei jedoch, den lästigen Mond bis zur Ankunft des Weltenzerstörers aus einem Orbit zu befördern, was mithilfe der Absprengung von Gestein durch Nuklearwaffen geschehen soll. Zweihundert Jahre später legt sich der ringförmige Weltenzerstörer um die Erde, jedoch wurde ein geheimer Plan entworfen, den Mond auf Kollisionskurs mit diesem zu sprengen. Der Weltenzerstörer wird durch das Ausweichmanöver stark beschädigt und die Reparaturen verzögern die Zerstörung der Erde. Nach Abflug des Weltenzerstörers wenden sich die letztem aus dem Kälteschlaf erwachten Menschen entzürnt an Beißer, mit welchem Recht seine Zivilisation die Erde verschlang. Beißer enthüllt daraufhin, dass diese von den Dinosauriern abstammt. Das zeigt auch, warum ihre Ähnlichkeiten zu den Menschen befremdlicher waren als die Unterschiede. Zwar lebt eine Kolonie an Menschen nun wie geplant auf dem Weltenzerstörer und sogar wirklich so luxuriös, dass sie auf ihr altes Leben als vollkommen primitiv zurückblicken, aber die letzten Menschen wollen trotzdem auf der Erde zurückbleiben, einen friedlichen Tod sterben und dann den Ameisen als Nahrung dienen, sodass das Leben auf der Erde neu beginnen kann.

## Übersetzungen
Weltenzerstörer wurde ebenfalls auf Englisch (2013), Koreanisch (2019) und Spanisch (2019) übersetzt.

## Kritik
Jaymee Goh schreibt auf Strange Horizons, dass die Erklärungsabsätze besonders langweilig in den Erstkontaktgeschichten wie Gipfelstürmer, Weltenzerstörer und Das Mikrozeitalter sind, wo es kaum menschliches Drama gibt und die Protagonisten flach sind. Insbesondere für Weltenzerstörer merkt sie an, dass die Eigenartigkeit über den behandelten ethischen Fragen thronen kann („ridiculousness can paper over the ethical questions raised“), etwa da der Text die Identifikation und die Erkennung menschlicher Werte in einem Außerirdischen erwarte („the text is asking the reader to identify and recognize the humanity of an alien“), doch dieser ein mörderischer Kolonisator („a genocidal colonizer“) und ein riesiger Dinosaurier („a giant thirty-foot-tall dinosaur“) sei.